# Franjo Črnko
Franjo Črnko (16. st.), bio je hrvatski kroničar, pisar i komornik Nikole Šubića Zrinskoga. Autorom je spisa Podsjedanje i osvojenje Sigeta, koji je preveden na više jezika i koji je važan izvor za proučavanje sigetske opsade iz 1566. godine.

## Životopis
Franjo Črnko (Ferenc Černko) bio je Ukrajinac koji je oko sredine 16. stoljeća došao u sjeverozapadnu Hrvatsku s većom skupinom svojih sunarodnjaka i našao svoje mjesto na dvoru Nikole Zrinskoga u Čakovcu. Svojemu je poslodavcu Nikoli Zrinskome bio pratiteljem u brojnim ratnim pohodima, a na kraju i u opsadi Sigeta. Bio mu je komornikom "u najširem smislu te riječi, koji se brinuo za cjelokupnu komoru (današnjim rječnikom – logistiku), što je obuhvaćalo hranu, streljivo i opskrbu vojnika, a uza sve je to bio i čuvar Nikoline opreme i riznice". Jednim je od sedmorice preživjelih branitelja pri padu Sigeta 1566. godine (ostali bili su Berto Gereci, Stjepan Oršić, Gašpar Alapić i tri vojnika) nakon čega je odveden u tursko ropstvo. Iz turskoga ropstva otkupio ga je sin Nikole Šubića Zrinskoga, grof Juraj Zrinski. Na Jurjevu imanju proveo je neko vrijeme nakon povratka iz Turske te je možda tada na Jurjev nagovor opisao sigetski slom. Rukopis je najvjerojatnije završio potkraj 1566. godine ili u prvoj polovici 1567. godine. Njegov povijesno-literarni spis Podsjedanje i osvojenje Sigeta pisan je hrvatskim jezikom i kroničarski vjerno iznosi tijek bitke viđene očima jednoga od sudionika i najbližih suradnika Nikole Šubića Zrinskoga. Njegovim spisom nadahnuli su se i koristili ga kao izvorom za svoja djela Brne Karnarutić (Vazetje Sigeta grada, Venecija, 1584.), Pavao Ritter Vitezović (Odiljenje Sigetsko, Linz, 1684.), Nikola VII. Zrinski (Adriai tengernek Syrenaia, Beč, 1651.; Adrianskoga mora sirena, Mletci, 1660.) i ini hrvatski književnici. Franjo Črnko poslije bio je kapetanom u Gornjoj Ugarskoj.

## Djela
- Podsjedanje i osvojenje Sigeta, povijesno-literarni spis, 1566. ili 1567. (lat. prijevod Historia Sigethi totius Sclavoniae fortissimi propugnaculi quod a Solimanno Turcarum imperatore nuper Captum Christianisque ereptum est ex Croatico sermone in Latinum Conversa, per M. Samuelem Budinam Labacensem, Beč, 1568.; dva njemačka 1568. i dva talijanska prijevoda, do 1570.)
- Podsjedanje i osvajanje Sigeta i popratni tekstovi, knj. 3, u: Opsada Sigeta, ur. knjige Milan Ratković, Liber – Mladost, Zagreb, 1971.
- Povijest Segeta grada s dodatkom narodnih pjesama o podsjedanju Segeta, prir. Ante Šimčik, Jeronimska knjižnica, knj. 348, Tiskara Narodne prosvjete, Zagreb, 1931.
- Nikola Zrinski: branitelj Sigeta grada, reprint izdanja iz 1931., ur. Alojz Jembrih, Svetojeronimska knjižnica, Hrvatsko književno društvo sv. Jeronima, Zagreb, 2016.

## Vanjsle poveznice
- Historia Sigethi, totius Sclavoniae fortissimi propugnaculi, quod a Solymano Turcarum Imperatore nuper captum Christianisq. eruptum est / ex Croatico sermone in Latinum conversa per m. Samuelem Budinam Labacensem, lat. izd. na portalu digitalna.nsk.hr